# Mario López Quintana
Mario Ernesto López Quintana (Mariano Roque Alonso, 6 luglio 1995) è un calciatore paraguaiano, difensore del Quilmes in prestito dall'Aldosivi.

## Biografia
Mario Ernesto López Quintana (Mariano Roque Alonso, 6 luglio 1995) è un calciatore paraguaiano, difensore del Quilmes in prestito dall'Aldosivi. Cresciuto in Paraguay, ha sviluppato le sue capacità calcistiche nelle giovanili di squadre locali, prima di intraprendere la carriera professionistica in Cile. 

## Carriera
López ha iniziato la sua carriera nelle giovanili del Santiago Wanderers, dove è rimasto dal 2013 al 2014, prima di debuttare con la squadra professionistica. Dal 2014 al 2019 ha giocato con il Santiago Wanderers, collezionando 116 presenze e 3 gol. La sua carriera lo ha portato in Argentina, dove è stato ingaggiato dal Aldosivi nel 2020. Con il club argentino, ha giocato 24 partite senza segnare gol. Nel 2023, è stato ceduto in prestito al Quilmes, dove ha continuato a giocare come difensore, accumulando altre 24 presenze senza reti.